# تولميزو
تولميزو هي بلدة إيطالية تقع في مقاطعة أوديني شمال شرق إيطاليا.